# 2014-es sakkolimpia
A 41. férfi és 26. női sakkolimpiát 2014. augusztus 1. és augusztus 14. között rendezték meg a norvégiai Tromsø városában. A világ negyedik legnagyobb sporteseményének számító rendezvény a Nemzetközi Sakkszövetség (FIDE) égisze alatt került lebonyolításra. A versenyen nyílt és női kategóriában indulhattak a nevező országok csapatai.
A verseny helyszíne a Tromsø belvárosában található Mackhallen, a világ legészakibb, 1877-ben épült egykori sörfőzdéjének épületében található 7000 négyzetméteres terem.

## A versenyzők és a bírói testület
A 2014-es sakkolimpiára 1570 versenyző nevezett, 175 országból 178 csapattal 881 fő a nyílt, és 136 országból 139 csapatban 689 fő a női kategóriára.
A nyílt mezőnyben a legerősebb átlag Élő-pontszámmal, 2777-tel az orosz válogatott rendelkezett. A magyar válogatott 2702-es átlag pontértéke a mezőnyben az 5. legerősebb volt. A nők mezőnyében 2544-es átlagértékkel Kína vezette a mezőnyt, a magyarok 2371-es átlagértéke a 13.
A verseny főbírója a görög nemzetközi versenybíró Panagiotis Nikolopoulos; az összesen 184 fős bírói testületben két magyar nemzetközi versenybíró kapott helyet: Verőci Zsuzsa és Orsó Miklós.
A versenynek nyolc hivatalos nagykövete volt, köztük az akkori világbajnok norvég Magnus Carlsen, az exvilágbajnok orosz Anatolij Karpov, az egykori női világbajnok magyar-amerikai Polgár Zsuzsa, és az ugyancsak női exvilágbajnok orosz Alekszandra Kosztyenyuk.
A nyílt versenyben legutóbb Örményország válogatottja, a női versenyben Oroszország csapata diadalmaskodott.

## A verseny menete
A nyílt és a női verseny egymástól külön, 11 fordulós svájci rendszerben került megrendezésre. A csapatok 5 főt nevezhettek, akik közül egy-egy fordulóban 4-en játszanak. A csapatot alkotó versenyzők között előzetesen fel kellett állítani az erősorrendet, és azt meg kellett adni a versenybíróknak. A leadott erősorrendnek nem kell megegyeznie a versenyzők Élő-értékszámának sorrendjével. Az egyes fordulókban ennek az erősorrendnek a figyelembe vételével alkotnak 4 párt az egymással játszó a csapatok.
Az olimpiai versenyszabály szerint az egyes játszmákban a játékosoknak fejenként 90 perc áll 40 lépés megtételéhez a rendelkezésre. Ha ez idő alatt a játszma nem fejeződik be, akkor további 30-30 percet kapnak a játszma befejezéséig. Lépésenként 30 másodperc többletidőt kapnak. Az egyes játszmák alatt a versenyzők csak a 30. lépéspárt követően, és játszmánként csak egy alkalommal ajánlhatnak döntetlent.
A csapatok pontszámát az egyes játékosok által elért eredmények összege adja. Egy játszmában a győzelemért 1 pont, a döntetlenért fél pont jár. A végeredmény az így szerzett pontok alapján kerül meghatározásra, és ha a csapatban szereplő játékosok legalább 2,5 pontot szereztek az ellenfél ellen, akkor a csapat győztesként került ki, és 2 csapatpontot kap. Döntetlen (2-2) esetén 1 pontot, míg vereség esetén 0 pontot.
Holtverseny esetén az Olimpiai Szabálykönyv G és H pontja szerint döntik el a sorrendet. Először a Sonneborn–Berger-számítást veszik alapul. Ha ez is egyenlő, akkor a játékosok által szerzett pontok összege dönt. Ha ez is egyenlő lenne, akkor az ellenfelek által szerzett csapatpontok összegét veszik alapul, nem számítva be a leggyengébb csapat eredményét.
A játszmák az első versenynapon, augusztus 2-án 15 órakor, a többi versenynapon 14 órakor, az utolsó forduló mérkőzései 11 órakor kezdődtek. Az 5. és a 10. fordulót követően, augusztus 7-én és 13-án pihenőnap volt beiktatva.

## A magyar csapat[11]
A nyílt versenyen a magyar válogatott első tábláján Lékó Péter (2740), a második Balogh Csaba (2637), a harmadik Almási Zoltán (2690), a negyedik az első olimpiáján szereplő Rapport Richárd (2704), míg az ötödik csapattag Polgár Judit (2676). A csapatkapitány Horváth Tamás.
| Forduló                            | Ellenfél                           | Lékó Péter 2740            | Lékó Péter 2740 | Balogh Csaba 2637        | Balogh Csaba 2637 | Almási Zoltán 2690     | Almási Zoltán 2690 | Rapport Richárd 2704         | Rapport Richárd 2704 | Polgár Judit 2676         | Polgár Judit 2676 | Pont |
| ---------------------------------- | ---------------------------------- | -------------------------- | --------------- | ------------------------ | ----------------- | ---------------------- | ------------------ | ---------------------------- | -------------------- | ------------------------- | ----------------- | ---- |
| 1                                  | Algéria                            |                            |                 | Haddouche Mohamed 2508   | 1                 | Khalil Bengherabi 2170 | 1                  | Saad Beloudah 2320           | 1                    | Yamine Seddaoui 2105      | 1                 | 4    |
| 2                                  | Venezuela                          | Iturrizaga Bonelli E. 2653 | ½               |                          |                   | Ynojosa Aponte 2448    | 1                  | Rohl Montes 2390             | 0                    | Guerrero Vargas 2318      | 1                 | 2½   |
| 3                                  | Kína                               | Wang Yue 2718              | 1               | Ting Li-zsen 2742        | 0                 | Jü Jang-ji 2668        | 0                  | Ni Hua 2666                  | ½                    |                           |                   | 1½   |
| 4                                  | Portugália                         | Paulo Dias 2416            | ½               | Jorge Viterbo 2413       | 1                 | Sergio Rocha 2392      | 1                  |                              |                      | Hugo Lima 2266            | 1                 | 3½   |
| 5                                  | Spanyolország                      | Vallejo Pons 2698          | ½               | Anton Guijarro 2626      | 1                 | Salgado Lopez 2620     | 1                  | Illescas Cordoba 2618        | 0                    |                           |                   | 2½   |
| 6                                  | Vietnám                            | Le, Quang Liem 2710        | ½               | Nguyen, Ngoc 2634        | ½                 | Nguyen, Duc Hoa 2501   | 1                  |                              |                      | Nguyen, Huynh 2507        | 1                 | 3    |
| 7                                  | Örményország                       | Levon Aronján 2805         | 0               | Gabriel Szargiszjan 2686 | 1                 |                        |                    | Szergej Movszeszjan 2672     | ½                    | Vladimir Hakobján 2655    | ½                 | 2    |
| 8                                  | Amerikai Egyesült Államok          | Nakamura, Hikaru 2787      | ½               |                          |                   | Gata Kamsky 2706       | ½                  | Onischuk, Alexander 2659     | 1                    | Shankland, Samuel L. 2624 | 0                 | 2    |
| 9                                  | Izrael                             | Borisz Gelfand 2753        | ½               | Rodshtein, Maxim 2671    | 1                 | Smirin, Ilia 2656      | ½                  | Sutovsky, Emil 2624          | 1                    |                           |                   | 3    |
| 10                                 | Románia                            | Lupulescu, Constantin 2625 | ½               | Pârligras M-E. 2574      | 1                 | Jianu, V-C. 2579       | ½                  | Vajda Levente 2561           | 1                    |                           |                   | 3    |
| 11                                 | Ukrajna                            | Ruszlan Ponomarjov 2717    | ½               | Pavlo Eljanov 2723       | ½                 | Anton Korobov 2680     | ½                  | Olikszandr Mojiszejenko 2707 | ½                    |                           |                   | 2    |
| Szerzett pontszám (Játszmák száma) | Szerzett pontszám (Játszmák száma) | 5 (10)                     | 5 (10)          | 7 (9)                    | 7 (9)             | 7 (10)                 | 7 (10)             | 5½ (9)                       | 5½ (9)               | 4½ (6)                    | 4½ (6)            |      |
| Teljesítményérték                  | Teljesítményérték                  | 2688                       | 2688            | 2839                     | 2839              | 2703                   | 2703               | 2660                         | 2660                 | 2636                      | 2636              |      |
| Élő-pontszám változás              | Élő-pontszám változás              | −6,3                       | −6,3            | +23,2                    | +23,2             | +3,6                   | +3,6               | −3,4                         | −3,4                 | −0,6                      | −0,6              |      |

Az egyéni teljesítmények alapján a 2839-es teljesítményértékkel a 2. táblán Balogh Csaba ezüstérmet szerzett. A teljes mezőnyben ez volt a 4. legmagasabb teljesítményérték. A 3. táblán Almási Zoltán eredménye a 7. legjobb volt.

## A verseny fordulói és a végeredmény
Az egyes fordulók mérkőzései és a játszmák élőben voltak követhetők, illetve minden eredmény látható, és a játszmák utólag is lejátszhatók az alábbi linken:
Élő közvetítés

### Nyílt verseny
1. forduló (augusztus 2.)
- Algéria–Magyarország 0-4 (Haddouche Mohamed – Balogh Csaba 0-1, Almási Zoltán – Bengherabi Khalil 1-0, Belouadah Saad – Rapport Richárd 0-1, Polgár Judit – Seddaoui Yamine 1-0)

Az első helyeken kiemelt csapatok mind megszerezték az első fordulóban (gyengébb ellenfelek ellen) kötelezőnek számító 4 egyéni győzelmet, és csapatuk számára a 2 pontot.
2. forduló (augusztus 3.)
- Magyarország–Venezuela 2½-1½ (Lékó Péter – Iturrizaga Bonelli ½-½ , Ynojosa Aponte – Almási Zoltán 0-1, Rapport Richárd – Rohl Montes 0-1, Guerrero Vargas – Polgár Judit 0-1)

A vártnál kisebb arányban, de sikerült a csapatgyőzelemért járó 2 pontot megszerezni. Az esélyes csapatok közül nagy meglepetésre Ukrajna 2-2-t játszott a norvég 2. csapat ellen, így 1 csapatpontot vesztett. Az egyéni játszmákat tekintve az  oroszok, a kínaiak, az azeriek fél-fél pontot, az örmények és az amerikaiak egyet-egyet hullajtottak el. A nyílt versenyben két csapatgyőzelemmel 22 csapat rendelkezik, közülük 8 csapat 100%-os.
3. forduló (augusztus 4.)
A 3. fordulóban már erős ellenféllel, a 7. kiemelt kínai válogatottal került össze a magyar csapat.
- Magyarország–Kína 1½-2½ (Lékó Péter (2740) – Yue Wang (2718) 1-0, Ting Li-zsen (2742) – Balogh Csaba (2637) 1-0, Almási Zoltán (2690) – Jü Jang-ji (2668) 0-1, Hua Ni (2666) – Rapport Richárd (2704) ½-½)

Férfi csapatunk sajnos balszerencsés körülmények között elszenvedte első vereségét. A sokáig döntetlenre álló mérkőzésen 1,5-1,5 állásnál egy döntetlen vezérvégjátékban Almási egy hibás lépése a vezérek cseréjét eredményezte, és az ezt követően kialakult gyalogvégjáték viszont már menthetetlen volt számára.
A férfi mezőnyben már nincs 100%-os együttes. Mindhárom mérkőzését 11 csapat nyerte meg. Az eddigi játszmákban az orosz válogatott mindössze fél pontot vesztett.
4. forduló (augusztus 5.)
- Portugália–Magyarország ½-3½ (Dias, Paulo – Lékó Péter ½-½ , Balogh Csaba – Ferreira, Jorge Viterbo 1-0, Rocha, Sergio – Almási Zoltán 0-1, Polgár Judit – Santos, Hugo Lima 1-0)

A negyedik forduló után már csak három csapat áll pontveszteség nélkül, 8 ponttal az élen: Azerbajdzsán, Bulgária és Szerbia. A címvédő Örményország – a franciáktól a 3. fordulóban elszenvedett vereség következtében – egyelőre csak a 22. helyen áll. A franciákat viszont – meglepetésre – az azeriek győzték le.
5. forduló (augusztus 6.)
- Magyarország–Spanyolország 2½-1½ (Lékó Péter – Vallejo Pons ½-½, Anton Giujjardo, David – Balogh Csaba 0-1, Almási Zoltán – Salgado Lopez, Ivan 1-0, Illescas Cordoba, Miguel – Rapport Richárd 1-0)

Az ötödik forduló után a nyílt versenyben már nincs pontveszteség nélküli csapat. 9 ponttal hét csapat rendelkezik. A holtversenyszámítás alapján az élen jelenleg Azerbajdzsán áll, Szerbia és Kazahsztán előtt. A magyar válogatott az első szünnap előtt a 8–24. helyen áll holtversenyben. A címvédő örmény válogatott a 17. helyen áll.
| H.  | Csapat neve   | GY | D | V | CsP | S-B  | EP   |
| --- | ------------- | -- | - | - | --- | ---- | ---- |
| 1.  | Azerbajdzsán  | 4  | 1 | 0 | 9   | 82,0 | 14,5 |
| 2.  | Szerbia       | 4  | 1 | 0 | 9   | 77,0 | 15,0 |
| 3.  | Kazahsztán    | 4  | 1 | 0 | 9   | 73,5 | 15,0 |
| 4.  | Bulgária      | 4  | 1 | 0 | 9   | 71,0 | 14,5 |
| 5.  | Kuba          | 4  | 1 | 0 | 9   | 69,0 | 15,0 |
| 6.  | Üzbegisztán   | 4  | 1 | 0 | 9   | 66,5 | 14,0 |
| 7.  | Grúzia        | 4  | 1 | 0 | 9   | 63,5 | 15,5 |
| 8.  | Oroszország   | 3  | 2 | 0 | 8   | 82,5 | 15,5 |
| 9.  | Franciaország | 4  | 0 | 1 | 8   | 81,5 | 15,5 |
| 10. | Horvátország  | 4  | 0 | 1 | 8   | 76,5 | 14,5 |
| ... | ...           |    |   |   |     |      |      |
| 17. | Örményország  | 4  | 0 | 1 | 8   | 68,5 | 15,0 |
| ... | ...           |    |   |   |     |      |      |
| 20. | Magyarország  | 4  | 0 | 1 | 8   | 66,0 | 14,0 |

6. forduló (augusztus 8.)
- Vietnam–Magyarország 1-3 (Le, Quang Liem – Lékó Péter ½-½, Balogh Csaba – Nguyen, Ngoc ½-½, Nguyen, Duc Hoa – Almási Zoltán 0-1, Polgár Judit – Nguyen, Huynh 1-0)

A magyar csapat ezzel a győzelmével a 3–12. (a holtversenyszámítás után a 10.) helyre jött fel, mindössze 1 csapatponttal leszakadva az élen álló Azerbajdzsán és Kuba válogatottjai mögött.
7. forduló (augusztus 9.)
Az eddigi legnehezebb ellenfél, a címvédő Örményország lett a 7. fordulóban a magyar válogatott ellenfele. Az örmények a magyarokkal azonos pontszámmal a 11. helyezettek a 6. forduló után. Az éltáblásuk a világranglista jelenlegi második helyezettje.
- Örményország–Magyarország 2-2 (Levon Aronján – Lékó Péter 1-0, Balogh Csaba – Gabriel Szargiszjan 1-0, Szergej Movszeszjan – Rapport Richárd ½-½, Polgár Judit – Vladimir Hakobján ½-½)

Remek döntetlen az olimpiai bajnoki címet védő örmény válogatott ellen! Ezzel a döntetlennel a csapat 11 pontjával a 6–14. helyen áll, az egyedül vezető 13 pontos Azerbajdzsán, és négy 12 pontos csapat (Kína, Csehország, Bulgária, Románia) mögött.
8. forduló (augusztus 10.)
A 8. fordulóbeli ellenfélnek, az Egyesült Államoknak ugyanúgy 11 pontja van, mint a magyar csapatnak. A legutóbbi fordulóban Üzbegisztánt verték meggyőző, 3½-½ arányban.
- Magyarország–Amerikai Egyesült Államok 2-2 (Lékó Péter – Nakamura, Hikaru ½-½, Kamsky, Gata – Almási Zoltán ½-½, Rapport Richárd – Onischuk, Alexander 1-0 Shankland, Samuel L. – Polgár Judit 1-0 )

9. forduló (augusztus 11.)
- Izrael–Magyarország 1-3 (Borisz Gelfand – Lékó Péter ½-½, Balogh Csaba – Rodshtein, Maxim 1-0, Smirin, Ilia – Almási Zoltån ½-½, Rapport Richárd – Sutovsky, Emil 1-0)

10. forduló (augusztus 12.)
- Magyarország–Románia 3-1 (Lékó Péter – Lupulescu, Constantin ½-½, Pârligras, M-E. – Balogh Csaba 0-1, Almási Zoltán – Jianu, V-C. ½-½, Vajda Levente – Rapport Richárd 0-1)

A második pihenőnap előtt a magyar csapat a 2. helyen áll, és ha az utolsó fordulóban győz, akkor ezüstérmes!
11. forduló (augusztus 14.)
A magyar válogatott éremért játszott az utolsó fordulóban! Győzelem esetén biztos az ezüstérem, ha a lengyelek megverik a kínaiakat – amire kicsi az esély –, akkor akár még arany is lehet. Döntetlen esetén valószínűleg ezüstérem, a több mérkőzéstől függően esetleg bronzérem lehetséges.
- Magyarország–Ukrajna 2-2 (Lékó Péter – Ruszlan Ponomarjov ½-½, Pavlo Eljanov – Balogh Csaba  ½-½, Almási Zoltán – Anton Korobov  ½-½, Olekszandr Mojiszejenko – Rapport Richárd  ½-½)

A magyar csapat nem kis izgalmak után ezüstérmet nyert, a Sonneborn–Berger-számítás szerint mindössze fél ponttal előzve meg India válogatottját!
| H.  | Csapat neve   | GY | D | V | CsP | S-B   | EP   |
| --- | ------------- | -- | - | - | --- | ----- | ---- |
| 1.  | Kína          | 8  | 3 | 0 | 19  | 422,5 | 31,5 |
| 2.  | Magyarország  | 7  | 3 | 1 | 17  | 372,0 | 29,0 |
| 3.  | India         | 7  | 3 | 1 | 17  | 371,5 | 30,5 |
| 4.  | Oroszország   | 7  | 3 | 1 | 17  | 352,0 | 28,5 |
| 5.  | Azerbajdzsán  | 7  | 3 | 1 | 17  | 345,0 | 28,0 |
| 6.  | Ukrajna       | 6  | 4 | 1 | 16  | 377,5 | 29,0 |
| 7.  | Kuba          | 7  | 2 | 2 | 16  | 361,0 | 29,5 |
| 8.  | Örményország  | 6  | 4 | 1 | 16  | 350,5 | 28,5 |
| 9.  | Izrael        | 7  | 2 | 2 | 16  | 348,0 | 28,0 |
| 10. | Spanyolország | 7  | 2 | 2 | 16  | 334,5 | 28,0 |

Egyéni érmesek
A legjobb teljesítményértékük alapján táblánként egyéni érmeket nyertek:
| Tábla | Arany                          | Arany | Ezüst                           | Ezüst | Bronz                          | Bronz |
| I     | Veszelin Topalov Bulgária      | 2872  | Michael Adams Anglia            | 2839  | Anish Giri Hollandia           | 2836  |
| II    | Nguyễn Ngọc Trường Sơn Vietnám | 2843  | Balogh Csaba Magyarország       | 2839  | Ting Li-zsen Kína              | 2831  |
| III   | Jü Jang-ji Kína                | 2912  | Krishnan Sasikiran India        | 2753  | Pavlo Eljanov Ukrajna          | 2745  |
| IV    | Nikola Sedlak Szerbia          | 2773  | Isan Reynaldo Ortiz Suarez Kuba | 2766  | Ni Hua Kína                    | 2723  |
| V     | Samuel Shankland USA           | 2831  | Olikszandr Moiszejenko Ukrajna  | 2714  | Jan Nyepomnyascsij Oroszország | 2650  |

### Női verseny
A női versenyen az első táblán Hoang Thanh Trang (2485) játszik, a másodikon a kétszeres olimpiai bajnok, nagy visszatérő Mádl Ildikó (2347). Rajtuk kívül még Gara Anita (2327), Gara Tícia (2321) és Papp Petra (2274) alkotják a magyar válogatott csapatot. A női csapat kapitánya Hazai László.
| Forduló                            | Ellenfél                           | Hoang Thanh Trang 2485      | Hoang Thanh Trang 2485 | Mádl Ildikó 2347            | Mádl Ildikó 2347 | Gara Anita 2327              | Gara Anita 2327 | Gara Tícia 2321        | Gara Tícia 2321 | Papp Petra 2274         | Papp Petra 2274 | Pont |
| ---------------------------------- | ---------------------------------- | --------------------------- | ---------------------- | --------------------------- | ---------------- | ---------------------------- | --------------- | ---------------------- | --------------- | ----------------------- | --------------- | ---- |
| 1                                  | Bolívia                            |                             |                        | Eugenia Ramirez 2045        | 1                | Daniela Cordero 2010         | 1               | Lucia Estrada 1974     | 1               | Alexandra Prado 1831    | 1               | 4    |
| 2                                  | Libanon                            | Mouradian Knarik 2188       | 1                      |                             |                  | Nekrasova Elena 2076         | 1               | Jalloul Maya M. 1922   | 1               | Bedrosian Danielle 1715 | 1               | 4    |
| 3                                  | Norvégia                           | Sahl Sheila Barth 2216      | 1                      | Bjerke Silje 2189           | 1                |                              |                 | Koskela Niina 2213     | ½               | Hagesather Ellen 2182   | ½               | 3    |
| 4                                  | Kuba                               | Ordaz Valdes 2345           | ½                      | Marrero Lopez 2324          | ½                | Vigoa Apecheche 2317         | 1               | Arribas Robaina 2291   | 1               |                         |                 | 3    |
| 5                                  | Irán                               | Atousa Pourkasiyan 2352     | 1                      | S. Khademalsharieh 2324     | ½                | Mitra Hejazipour 2269        | ½               |                        |                 | Minoo Asgarizadeh 2147  | ½               | 2½   |
| 6                                  | Kína                               | Hou Ji-fan 2661             | 0                      | Csü Ven-csün 2559           | ½                | Csao Hszüe 2508              | 0               | Tan, Zhongyi 2468      | ½               |                         |                 | 1    |
| 7                                  | Románia                            | Peptan, Corina-Isabela 2422 | ½                      | Foișor, Cristina-Adela 2404 | ½                |                              |                 | L'Ami, Alina 2446      | 1               | Bulmaga, Irina 2354     | ½               | 2½   |
| 8                                  | Oroszország                        | Jekatyerina Lagno 2540      | ½                      | Valentyina Gunyina 2524     | 0                | Alekszandra Kosztyenyuk 2531 | 0               | Natalja Pogonyina 2479 | 0               |                         |                 | ½    |
| 9                                  | Németország                        | Pähtz, Elisabeth 2464       | 0                      | Schleining, Zoya 2369       | 1                | Melamed, Tatjana 2364        | ½               | Hoolt, Sarah 2318      | 0               |                         |                 | 1½   |
| 10                                 | Mongólia                           | Mubguntuul Batkhuyag 2410   | 0                      | Batchimeg T. 2346           | 1                | Bayarmaa B. 2109             | 0               |                        |                 | Ankhchimeg B. 2123      | ½               | 1½   |
| 11                                 | Izrael                             | Klinova, Masha 2312         | 1                      | Shvayger, Yuliya 2275       | 0                |                              |                 | Vasiliev, Olga 2276    | ½               | Borsuk, Angela 2198     | 0               | 1½   |
| Szerzett pontszám (Játszmák száma) | Szerzett pontszám (Játszmák száma) | 5½ (10)                     | 5½ (10)                | 6 (10)                      | 6 (10)           | 4 (8)                        | 4 (8)           | 5½ (9)                 | 5½ (9)          | 4 (7)                   | 4 (7)           |      |
| Teljesítményérték                  | Teljesítményérték                  | 2427                        | 2427                   | 2408                        | 2408             | 2273                         | 2273            | 2345                   | 2345            | 2157                    | 2157            |      |
| Élő-pontszám változás              | Élő-pontszám változás              | -6.9                        | -6.9                   | +8.9                        | +8.9             | -5.0                         | -5.0            | +10.4                  | +10.4           | -16.6                   | -16.6           |      |

1. forduló (augusztus 2.)
- Bolívia–Magyarország 0-4 (Ramirez, Maria Eugenia – Mádl Ildikó 0-1, Gara Anita – Cordero, Daniela 1-0, Estrada, Lucia – Gara Tícia 0-1, Papp Petra – Prado, Alexandra 1-0)

Az első helyeken kiemelt csapatok mind 4 egyéni győzelemmel szerezték meg az első fordulóban (gyengébb ellenfelek ellen) kötelezőnek számító 2 pontot.
2. forduló (augusztus 3.)
- Magyarország–Libanon 4-0 (Hoang Thanh Trang – Mouradian, Knarik 1–0, Nekrasova, Elene – Gara Anita 0–1, Gara Tícia – Yalloul, Maya 1–0, Bedrosian, Danielle – Papp Petra 0–1)

Női csapatunk biztosan, pontveszteség nélkül vette a 2. fordulót is. A magyar válogatotton kívül még 8 csapat rendelkezik 100%-os eredménnyel a 16 darab 4 ponttal rendelkező csapat közül. Az egyéni játszmákat tekintve az ukránok és a grúzok 1-1, az indiaiak fél pontot hullajtottak el.
3. forduló (augusztus 4.)
- Norvégia–Magyarország 1-3 (Sahl, Seira Barth – Hoang Thanh Trang 0-1, Mádl Ildikó – Berke, Silje 1-0, Koskela, Niina – Gara Tícia ½-½, Papp Petra – Hagesather, Ellen ½-½)

Női csapatunk 3. magabiztos győzelmét aratta, amely szerencsés esetben akár nagyobb arányú is lehetett volna.
A női mezőnyben 12 csapat nyerte meg mindhárom csapatmérkőzését, de már csak egyedül Irán 100%-os. Őket a magyar, a kínai és az örmény válogatott követi, akik eddig 1 pontot vesztettek a maximálisan lehetségesből.
4. forduló (augusztus 5.)
- Magyarország–Kuba 3-1 (Hoang Thanh Trang – Ordaz Valdes, Lisandra Teresa ½-½, Marrero Lopez, Yaniet – Mádl Ildikó ½-½, Gara Anita – Vigoa Apecheche, Yanira 1-0, Arribas Robaina, Maritza – Gara Tícia 0-1)

A nőknél még 5 csapat nem vesztett pontot, köztük a magyar válogatott. A holtversenyszámítás alapján a magyarok jelenleg a 3. helyen állnak, megelőzve a címvédő orosz válogatottat. Az élen Kína együttese áll, őket Indonézia követi. A holtversenyszámítás érdekessége, hogy az egyénileg legtöbb pontot szerző Irán együttese az 5. helyezett.
5. forduló (augusztus 6.)
Az eddig kiválóan szereplő magyar női válogatott ellenfele az az Irán, amely eddig a 4 fordulóban lejátszott 16 játszmában 15½ pontot szerzett.
- Magyarország–Irán 2½-1½ (Hoang Thanh Trang – Pourkashiyan, Atousa 1-0, Khademalsharieh, Sarasadat – Mádl Ildikó ½-½, Gara Anita – Hejazipour, Mitra ½-½, Asgarizadeh, Minoo – Papp Petra ½-½)

A női versenyben 3 csapat nyerte meg mind az öt eddigi mérkőzését, köztük a magyar válogatott. Az első szünnap előtt a  holtversenyszámítás után Kína áll az élen, megelőzve Magyarország és a címvédő Oroszország válogatottját. A magyar női csapat eddig bravúrosan szerepelt. A szünnap után az éllovasok rangadóján Kína válogatottja az ellenfél.
| H.  | Csapat neve               | GY | D | V | CsP | S-B  | EP   |
| 1.  | Kína                      | 5  | 0 | 0 | 10  | 97,0 | 18,0 |
| 2.  | Magyarország              | 5  | 0 | 0 | 10  | 86,0 | 16,5 |
| 3.  | Oroszország               | 5  | 0 | 0 | 10  | 68,5 | 15,5 |
| 4.  | Hollandia                 | 4  | 1 | 0 | 9   | 76,5 | 13,5 |
| 5.  | Lengyelország             | 4  | 1 | 0 | 9   | 71,0 | 13,5 |
| 6.  | Szerbia                   | 4  | 1 | 0 | 9   | 70,5 | 14,0 |
| 7.  | Franciaország             | 4  | 0 | 1 | 8   | 84,5 | 15,5 |
| 8.  | Irán                      | 4  | 0 | 1 | 8   | 79,5 | 17,0 |
| 9.  | Indonézia                 | 4  | 0 | 1 | 8   | 77,0 | 14,5 |
| 10. | Amerikai Egyesült Államok | 4  | 0 | 1 | 8   | 70,0 | 14,5 |

6. forduló (augusztus 8.)
A verseny két éllovasának rangadójára került sor, amelyen a kínai csapat minden tagjának Élő-pontszáma jelentősen magasabb a magyar játékosokénál. A bravúr sajnos nem sikerült, csupán a két világossal játszott játszmában sikerült döntetlent elérni, de ez is tisztes helytállás volt a sokkal erősebb ellenfelek ellen.
- Kína–Magyarország 3-1 (Hou Ji-fan (2661) – Hoang Thanh Trang (2485) 1-0, Mádl Ildikó (2347) – Csü Ven-csün (2559) ½-½, Csao Hszüe (2508) – Gara Anita (2327) 1-0, Gara Tícia (2321) – Tan, Zhongyi (2468) ½-½)

A fordulót követően már csak két csapat, Kína és Oroszország együttese állt maximális pontszámmal, 12 ponttal az élen. Őket 11 ponttal Lengyelország követte. Magyarország a 4–9. helyen előállt holtversenyben a 6. helyen állt.
7. forduló (augusztus 9.)
A csapat 7. fordulóbeli ellenfele Románia válogatottja, akik 10 csapatpontjukkal éppen hogy megelőzve a magyar csapatot, a forduló előtt az 5. helyen álltak. A román csapat Élő-pontszámának átlaga magasabb a magyarénál, az első tábla kivételével erősebbek a mieinknél.
- Magyarország–Románia 2½-1½ (Hoang Thanh Trang – Peptan, Corina-Isabela ½-½, Foișor, Cristina-Adela – Mádl Ildikó ½-½, Gara Tícia – L'Ami, Alina 1-0, Bulmaga, Irina – Papp Petra ½-½)

Szép győzelem az erősebbnek számító román csapat ellen! Ezzel a győzelemmel a női csapat 12 pontjával a 14 pontos Oroszország mögött a 2–4. helyen állt, holtversenyben Kínával és Lengyelországgal.
8. forduló (augusztus 10.)
A magyar csapat eddigi remek szereplése eredményeként a 8. fordulóban szembekerült az eddig mind a hét mérkőzését megnyerő, a legutóbbi fordulóban a kínaiakat verő, olimpiai bajnoki címvédővel, Oroszország válogatottjával.
- Oroszország–Magyarország 3½-½ (Jekatyerina Lagno – Hoang Thanh Trang ½-½, Mádl ldikó – Valentyina Gunyina 0-1, Alekszandra Kosztyenyuk – Gara Anita 1-0 , Gara Tícia – Natalja Pogonyina 0-1)

9. forduló (augusztus 11.)
- Németország–Magyarország 2½-1½ (Pähtz, Elisabeth – Hoang Thanh Trang 1-0, Mádl Ildikó – Schleining, Zoya 1-0, Melamed, Tatjana – Gara Anita ½-½, Gara Tícia – Hoolt, Sarah 0-1)

10. forduló (augusztus 12.)
- Magyarország–Mongólia 1½-2½ (Hoang Thanh Trang – Munguntuul B. 0-1, Batchimeg T. – Mádl Ildikó 0-1, Gara Anita – Bayarmaa B. 0-1, Ankhchimeg B. – Papp Petra ½-½)

11. forduló (augusztus 14.)
A magyar női válogatott a 7. forduló után még a 2–4. helyen állt, az azóta elszenvedett három vereség miatt a 31. helyre esett vissza. Egy győzelem esetén az eredeti csapatrangsornak megfelelő, 13. hely körüli eredmény nem elérhetetlen.
- Izrael–Magyarország 2½-1½ (Klinova, Masha – Hoang Thanh Trang 0-1, Mádl Ildikó – Shvayger, Yuliya 0-1, Vasiliev, Olga – Gara Tícia  ½-½, Papp Petra – Borsuk, Angela 0-1)

Az újabb, sorban a negyedik vereség következtében a magyar női válogatott a 12 pontosak között a sorrendet eldöntő holtversenyszámítás szerint a legjobbak, de így is csak a 45. helyen végeztek.
| H.  | Csapat neve               | GY | D | V | CsP | S-B   | EP   |
| 1.  | Oroszország               | 10 | 0 | 1 | 20  | 420,5 | 32,0 |
| 2.  | Kína                      | 8  | 2 | 1 | 18  | 406,0 | 32,5 |
| 3.  | Ukrajna                   | 8  | 2 | 1 | 18  | 383,0 | 28,5 |
| 4.  | Grúzia                    | 8  | 1 | 2 | 17  | 390,0 | 32,0 |
| 5.  | Örményország              | 8  | 1 | 2 | 17  | 350,5 | 29,0 |
| 6.  | Kazahsztán                | 8  | 1 | 2 | 17  | 320,0 | 27,0 |
| 7.  | Lengyelország             | 7  | 2 | 2 | 16  | 362,0 | 26,5 |
| 8.  | Amerikai Egyesült Államok | 7  | 2 | 2 | 16  | 339,5 | 29,5 |
| 9.  | Németország               | 8  | 0 | 3 | 16  | 304,0 | 26,5 |
| 10. | India                     | 6  | 3 | 2 | 15  | 380,0 | 30,5 |
| ... | ...                       |    |   |   |     |       |      |
| 45. | Magyarország              | 6  | 0 | 5 | 12  | 289,0 | 25,0 |

Egyéni érmesek
A legjobb teljesítményértékük alapján táblánként egyéni érmeket nyertek:
| Tábla | Arany                               | Arany | Ezüst                      | Ezüst | Bronz                        | Bronz |
| I     | Nana Dzagnidze Grúzia               | 2719  | Hou Ji-fan Kína            | 2671  | Pia Cramling Svédország      | 2659  |
| II    | Valentyina Gunyina Oroszország      | 2651  | Bela Kotenasvili Grúzia    | 2589  | Csü Ven-csün Kína            | 2564  |
| III   | Alekszandra Kosztyenyuk Oroszország | 2639  | Ana Matnadze Spanyolország | 2445  | Ellinor Frisk Svédország     | 2432  |
| IV    | Natalija Zsukova Ukrajna            | 2512  | Marta Bartel Lengyelország | 2439  | Irina Bulmaga Románia        | 2433  |
| V     | Padmini Rout India                  | 2584  | Guo Qi Kína                | 2520  | Gulmira Dauletova Kazahsztán | 2486  |

## A Nona Gaprindasvili-trófea
A Nona Gaprindasvili-trófeát a FIDE 1997-ben alapította az 1971–1987 közötti női világbajnok tiszteletére. Annak az országnak a válogatottja kapja, amelynek a nyílt és a női versenyben szerzett csapatpontszámainak összege a legnagyobb. Holtverseny esetén az eredeti sorrendeket eldöntő számításokat adják össze.
| Hely. | Nemzet                    | Pontok nyílt | Pontok női | Összesen | S-B   |
| ----- | ------------------------- | ------------ | ---------- | -------- | ----- |
|       | Kína                      | 19           | 18         | 37       | 828,5 |
|       | Oroszország               | 17           | 20         | 37       | 772,5 |
|       | Ukrajna                   | 16           | 18         | 34       | 760,5 |
| 4     | Örményország              | 16           | 17         | 33       | 701,0 |
| 5     | India                     | 17           | 15         | 32       | 751,5 |
| 6     | Lengyelország             | 15           | 16         | 31       | 697,5 |
| 7     | Amerikai Egyesült Államok | 15           | 16         | 31       | 687,5 |
| 8     | Spanyolország             | 16           | 15         | 31       | 681,0 |
| 9     | Azerbajdzsán              | 17           | 14         | 31       | 636,5 |
| 10    | Franciaország             | 15           | 15         | 30       | 709,0 |
| ...   | ...                       |              |            |          |       |
| 18    | Magyarország              | 17           | 12         | 29       | 661,0 |